# Fallout (spelserie)
Fallout-serien är en serie postapokalyptiska datorrollspel. Spelet skapades av Interplay Entertainment, men licensen till spelserien ägs nu av Bethesda Softworks. 
Spelet skildrar en postapokalyptisk värld, där ett världsomfattande kärnvapenkrig har skett. Serien utspelar sig främst under 2100-talet och 2200-talet och skildrar en krigsärrad och retrofuturistisk miljö, influerad av efterkrigs-kulturen i USA och den ständiga rädslan för kärnvapenkrig under kalla kriget. Serien drar även mycket inspiration från 50- och 60-talets kiosklitteratur och tecknade serier.
De första två spelen i huvudserien, Fallout och Fallout 2, utvecklades av Black Isle Studios och publicerades av Interplay Entertainment. Efter att ha hotats av konkurs sålde Interplay Entertainment licensen för Fallout-serien till Bethesda Softworks. 2008 släppte Bethesda nästa bidrag till serien - Fallout 3. Nästa spel i serien, Fallout: New Vegas, utvecklades av Obsidian Entertainment och släpptes 2010.  
Ett nytt bidrag till huvudserien, Fallout 4, utannonserades i juli 2015 och släpptes den 10 november 2015.  

## S.P.E.C.I.A.L
Det första spelet var ursprungligen menat att följa GURPS-rollspelsystem, men Steve Jackson (skaparen av GURPS) drog sig ur projektet efter en dispyt om kontraktet parterna emellan. Istället utvecklade Chris Taylor ett eget rollspelssystem, kallat SPECIAL (Strength, Perception, Endurance, Carisma, Intelligence, Agility och Luck) som spelet använder. SPECIAL används också i bland annat spelet Lionheart: Legacy of the Crusader.
Genereringssystemet är poängbaserat så att man har ett antal poäng att fördela mellan de olika grundegenskaperna styrka, uppfattningsförmåga, uthållighet, karisma, intelligens, vighet och tur. Vidare finns det färdigheter där man kan välja att specialisera sig på tre färdigheter ur en på förhand bestämd lista. Systemet är nivåbaserat, så när man samlat ihop en viss mängd erfarenhetspoäng går man upp en nivå och kan höja sina färdigheter. Själva spelsystemet är baserat på Action Points och chansen att lyckas med handlingar baserar sig på procentchanser.

## Huvudserien

### Fallout
Fallout är den första delen i serien och spelet släpptes den 30 september 1997. Huvudpersonen kommer från en underjordisk bunker som heter Valv 13 där människor som har överlevt kärnvapenkriget har samlats i ett skyddat samhälle. Krigets förflutna började med att Kina invaderade Alaska några år efter starten av det så kallade "resurskriget" som varade mellan 2052 och 2077. Efter flera års konflikt tills den 23 oktober 2077 släpptes atombomber över hela Nordamerika. Ingen vet vem det var som började, varken Kina eller USA. Den hemligheten kommer att vara begravd under jorden resten av människans historia. Historien tar sin början när utrustningen för att rena vatten i bunkern har gått sönder. Spelarens uppdrag går ut på att hitta ett kontrollchip till utrustningen så att Valv 13 kan räddas.

### Fallout 2
Fallout 2 utspelas 80 år efter det första spelet. Huvudpersonen från det första spelet lämnade Valv 13 och bildade en ny bosättning i ödemarken tillsammans med några andra människor i samma situation. Han dog senare av ålder och hans ättlingar tog över stammen. Precis som Valv 13 hotas byn av en förstörd livsmiljö då barn och husdjur blir sjuka och grödor växer dåligt. Det är nu spelarens uppgift att som medlem i stammen ge sig ut på jakt efter en förkrigsapparat som kallas G.E.C.K. (Garden of Eden Creation Kit), en maskin som man hoppas kan ställa allt tillrätta igen (genom att hjälpa miljön anpassa sig så att allt kan växa igen). Ödemarken behärskas fortfarande av lika kriminella gäng och muterade varelser så uppgiften blir inte lättare än i första spelet.

### Fallout 3
Fallout 3 utspelar sig år 2277. I början av spelet föds ett barn i ett rum i Jefferson's Memorial (byggnaden där hans föräldrar jobbade med Project Purity). Mamman dör direkt efter födseln. Den tid man tillbringar i valvet sker i fyra olika åldrar, när man är 1 år, 10 år, 16 år och 19 år gammal. En dag blir man väckt av en vän som säger att James (pappan) har flytt ur valvet. Vakterna försöker döda karaktären för att de tror att han/hon hjälpte James ut. När man har kommit ut är man runtom och i ruinerna av Washington D.C.. Du har ett huvuduppdrag, nämligen att hitta James och ta reda på varför han gick ut ur Valv 101. Däremot finns det en mängd av sidouppdrag som inte alls har med James att göra.

### Fallout: New Vegas
Fallout: New Vegas äger rum i 2281, fyra år efter händelserna i Fallout 3 och trettionio år efter Fallout 2. Den fiktiva federationen New California Republic har en stor roll i spelets handling, och befinner sig i en fyrvägskamp med Caesar's Legion, den mystiska självutnämnda ledaren av Vegas, Mr. House, och den okända roboten Yes Man.
The Courier, spelarens karaktär, var tänkt att leverera ett paket från Primm till New Vegas. Dock är The Courier avlyssnad av "The Great Khans" och Kasino-ägaren Benny, som skjuter honom/henne och tar paketet. De lämnar sedan The Courier för att dö i en grund grav. Kuriren hittas av en robot som skickar spelaren till Goodsprings, där doktor Mitchell räddar hans/hennes liv. Efter några medicinska tester är spelaren tillbaka i den öppna världen.

### Fallout 4
Fallout 4 tar plats i ett postapokalyptiskt och retrofuturistiskt Boston, Massachusetts och i andra delar av New England - numera känt som The Commonwealth - i efterdyningen av ett atomkrig. Till skillnad från tidigare titlar börjar berättelsen i Fallout 4 innan atomkriget brutit ut. Datumet är den 23 oktober 2077 och huvudpersonen tar skydd i ett skyddsvalv med sin familj, då de får veta att atomkriget är på väg. 200 år senare vaknar huvudpersonen och visar sig vara den enda överlevande personen i skyddsvalvet.
Spelet släpptes den 10 november 2015.

## Andra spel

### Fallout Tactics
Fallout Tactics handlar om det fiktiva brödraskapet Brotherhood of Steel, som har blivit engagerade i ett desperat krig. Handlingen och spelupplägget centreras ofta runt de strider som brödraskapet tvingas utkämpa. Olikt de tidigare spelen så fokuserar inte Fallout Tactics på städer, utan man vistas ofta i valv, vilka utgör ett sorts huvudkvarter för brödraskapet. I dessa valv får man uppdrag från en general och efter det kan man välja att antingen utforska lite eller bege sig direkt till den plats där striden kommer att äga rum. Väl framme får man en karta, där ens uppdrag är utmärkt med noteringar.

### Fallout: Brotherhood of Steel
Fallout: Brotherhood of Steel utspelar sig år 2208, där du får valet mellan tre olika karaktärer; Cain, Cyrus eller Nadia. Dessa har alla svurit sin trohet till Texas-varianten av Brotherhood of Steel. Man får sitt första uppdrag av brödraskapet, som går ut på att hitta en förlorad Brotherhood of Steel-paladin, som tros befinna sig i staden Carbon. Väl där får man reda på att stadens borgmästare har sålt staden till rövare och man måste nu kämpa mot borgmästaren. Efter att ha gjort detta så attackeras staden av rövare, vilka man måste ta hand om. Uppdraget härefter är att bege sig till staden Los, för att söka efter mutanter. Med sig på sin resa har man Vault Dweller (protagonisten från Fallout). Väl framme väntar många fler uppdrag på spelaren.

### Fallout Shelter
Fallout Shelter är ett mobilspel till iOS som släpptes den 14 juni 2015. Spelet låter spelaren axla rollen som förman i ett alldeles eget skyddsvalv, vari spelarens uppgift är att hålla befolkningen lycklig och skydda de från ödemarkens faror. Alla karaktärer eller dwellers (människor som levt inuti ett Vault) har den ikoniska "Vault Boy" designen.
En android-version av släpptes den 13 augusti 2015.

### Fallout 76
Fallout 76 tar plats i ett postapokalyptiskt och retrofuturistiskt West Virginia- numera känt som Appalachia - . Datumet är den 27 oktober 2102 som spelet börjar. Världen fyra gånger så stort som fallout 4. 25 år efter kärnvapenkriget öppnas Vault 76 och överlevarna börjar bygga upp West Virginia igen.
Spelet släpptes den 14 november 2018.

## Samlingsspel
| Spelnamn           | Plattform(ar)     | År det lanserades |
| ------------------ | ----------------- | ----------------- |
| Fallout/Fallout 2  | Microsoft Windows | 2000              |
| Fallout Collection | Microsoft Windows | 2002              |
| Fallout Anthology  | Microsoft Windows | 2015              |

## Brädspel
| Spelnamn                              | År det lanserades |
| ------------------------------------- | ----------------- |
| Fallout: Warfare                      | 2001              |
| Monopoly: Fallout Collector's Edition | 2015              |
| Fallout: The Board Game               | 2017              |

## Falloutspel som aldrig släpptes
| Spelnamn                        | Plattform(ar)       | År det upphävdes                 |
| ------------------------------- | ------------------- | -------------------------------- |
| Fallout                         | Playstation         | Okänt                            |
| Fallout Extreme                 | Playstation 2, Xbox | Började aldrig riktigt utvecklas |
| Fallout Tactics 2               | Microsoft Windows   | 2001                             |
| Van Buren                       | Microsoft Windows   | 2003                             |
| Fallout: Brotherhood of Steel 2 | Playstation 2       | 2004                             |
| Fallout Pen and Paper d20       | Papper              | 2007                             |
| Fallout Online                  | Microsoft Windows   | 2012                             |